# مادر سليمان
مادر سليمان هي مدينة في مقاطعة باسارغاد، إيران. عدد سكان هذه المدينة هو 1,546 في سنة 2016.